# Marpole

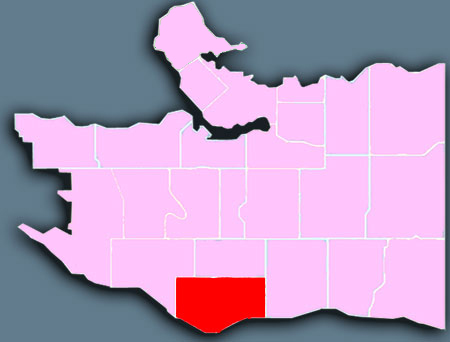
Localización de Marpole en la ciudad de Vancouver.

Marpole es un barrio principalmente residencial con una población de 22.400 habitantes localizado en el sur de la ciudad de Vancouver, Columbia Británica, inmediatamente al noreste del Aeropuerto Internacional de Vancouver. Sus límites son aproximadamente Angus Drive al oeste, la 57th Avenue al norte, Main Street al este y el río Fraser al sur. Ha sufrido muchos cambios durante el siglo XX, con la aparición de un gran tráfico y desarrollo y la construcción del Oak Street Bridge y el Arthur Laing Bridge.

## Citación
- «Community Profiles: Marpole», City of Vancouver (Vancouver, BC), 19 de febrero de 2005, archivado desde el original el 19 de febrero de 2005.
- «Canada's Historic Places: Marpole Midden National Historic Site of Canada», Canadian Register (Parks Canada), 2010.
- «Musqueam: a living culture», Musqueam Indian Band (Vancouver, BC), 2011, archivado desde el original el 7 de diciembre de 2013, consultado el 2 de diciembre de 2013.
- Tanglao, Roland (2005), Historic Joy Kogawa House, archivado desde el original el 12 de diciembre de 2013, consultado el 2 de diciembre de 2013.
- «Kogawa house: childhood home of Joy Kogawa», The Land Conservancy (Victoria, BC), consultado el 2 de diciembre de 2013.
- «Marpole: exploring the community» (PDF), City of Vancouver, Community Planning Profile, 2013, archivado desde el original el 25 de mayo de 2013, consultado el 2 de diciembre de 2013.